# Hydrogram
Hydrogram – wykres przedstawiający zmienność w czasie przepływu (m³/s), stanu wody lub innych parametrów takich jak np. zmiana stężenia roztworów. Pojęcie używane przeważnie w odniesieniu do przepływu wody.
Wyróżnia się także hydrogram jednostkowy (UH), który obrazuje odpływ powierzchniowy spowodowany opadem efektywnym o jednostkowym czasie trwania. Jest to hydrogram zlewni.
Hydrogram może przedstawiać przejście fali wezbraniowej przez pewien okres, lub natężenia przepływu np.: w ciągu roku hydrologicznego. Ma on kilka cech, które odzwierciedlają szybkość i sposób zasilania cieków przez wody opadowe. Dzięki hydrogramowi przepływu można określić m.in.: 
- wielkość odpływu podziemnego,
- wielkość odpływu średniego,
- wielkość odpływu minimalnego.

Jednym z urządzeń rejestrujących stan i zmianę poziomu wody jest limnigraf, który kreśli hydrogram.